# Текие-Хан-Джами
Текие-Хан-Джами, Биюк-Хан-Джами — мечеть и текие дервишей постройки времён позднего Крымского ханства на окраине средневекового Карасубазара на восточном берегу реки Биюк-Карасу. У. Боданинский датировал её 1140 (1727) годом. В советское время мечеть была снесена.
Как объект архитектуры исследовалась в середине 1920-х годов экспедицией под руководством архитектора и реставратора Б. Н. Засыпкина и Научной экспедиции по изучению татарской культуры под руководством У. А. Боданинского.

## Архитектура
По сообщению У. Э. Боданинского предполагается, что Текие-Хан-Джами построена в 1727 году в эпоху Менгли-Гирая II. Считается, что текие было построено шейхами, выходцами из Конии. Б. Н. Засыпкин относил постройку здания текие к началу XVIII века. Ныне это район улицы Степной на восточном берегу реки  Биюк-Карасу. 
Обитель в Карасубазаре была комплексом построек, но уже к 1920 годам сохранилось только главное здание, прямоугольное в плане размерами примерно 23х13,7 м. Стены из бутового камня на глиняном растворе с примесью песка и соломы были оштукатурены. Крыша покрыта черепицей. Вход в здание был на северном фасаде. Имелось двойное крыльцо с площадкой, перекрытое односкатной крышей, которую поддерживали четыре деревянные колонны.

Внутреннее пространство здания разделено на две неравные части. С северной, меньшей части находились три помещения: кухня с камином и коридор, ведущий к минарету, с западной стороны и служебное помещение с восточной. Проход в южной стене вел в собственно мечеть размерами 8,1х14,5 м, перекрытое деревянным потолком, в центре которого был сделан резной деревянный плафон.  

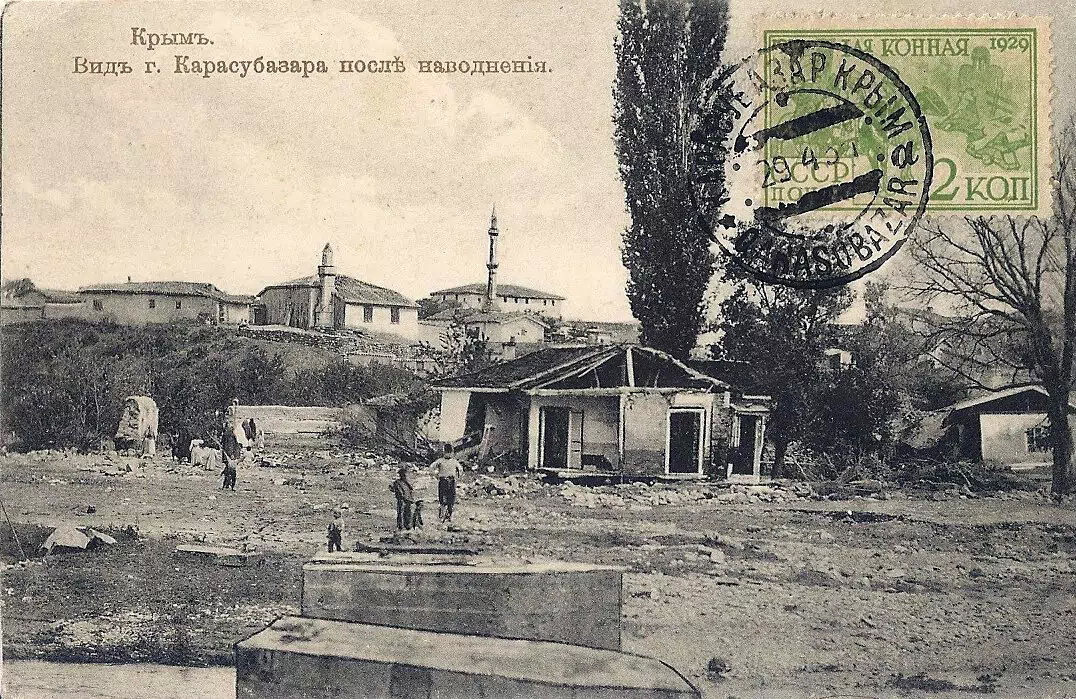
Вид после наводнения Биюк-Карасу 1912 года. На заднем плане квартальная мечеть и с более высоким минаретом Текие-Хан-Мечеть
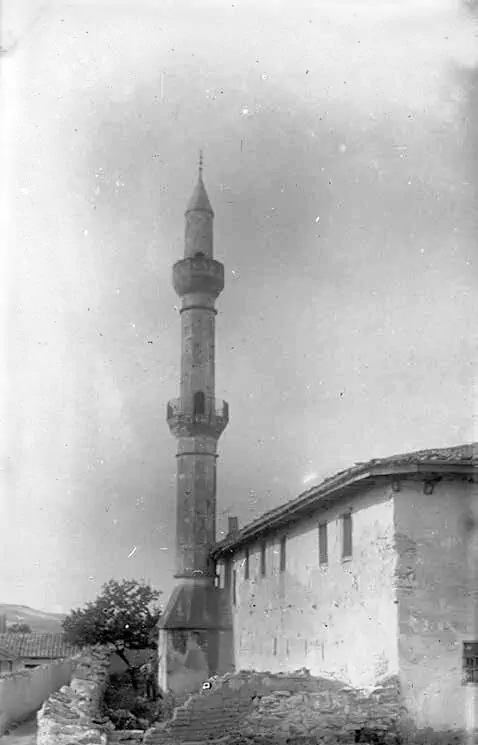
Минарет Текие-Хан-Джами
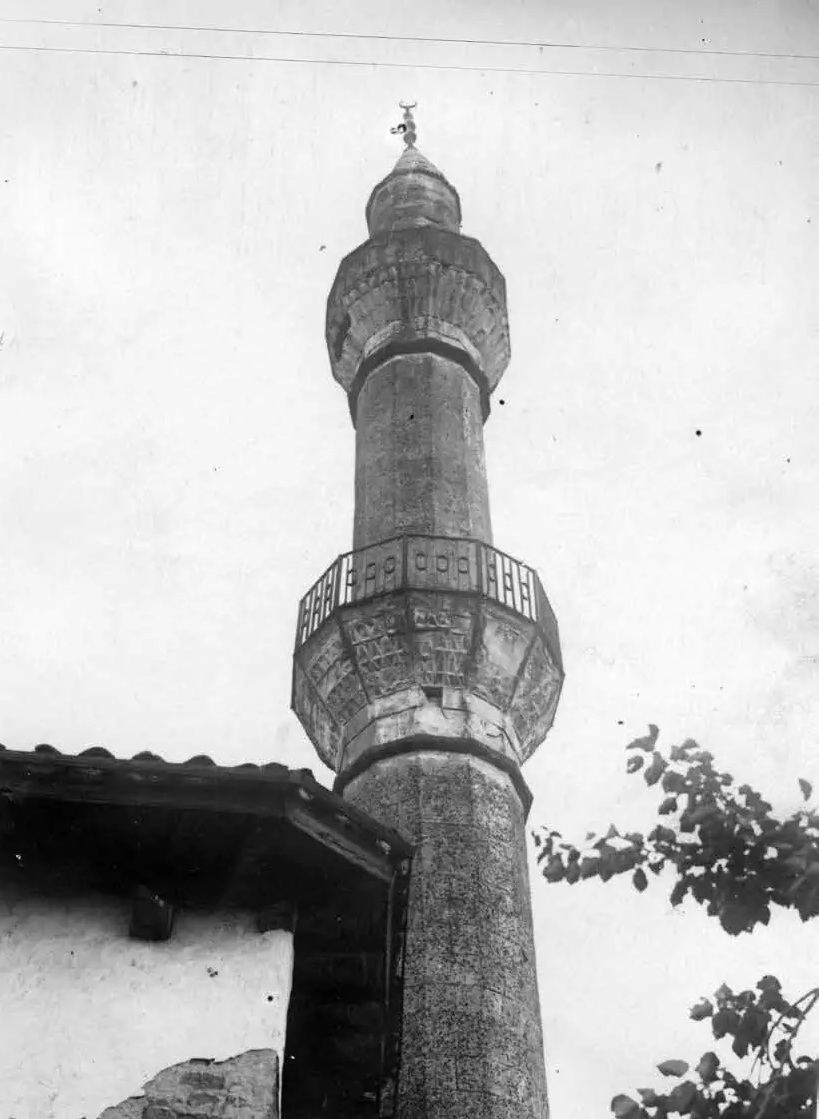
Минарет Текие-Хан-Джами. Элементы декора
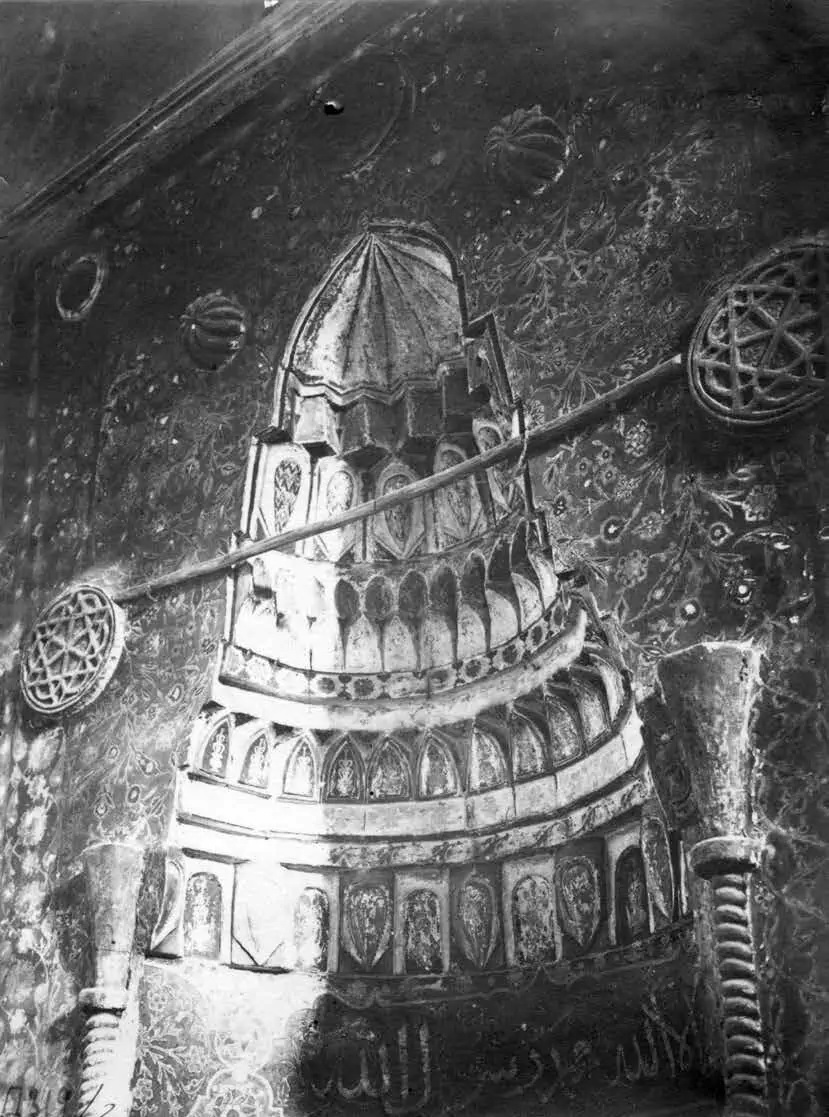
Михраб мечети

В южной стене напротив входа находился михраб, низ которого выложен майоликовыми плитками с изображением цветочного орнамента. Б. Н. Засыпкин приводит его описание: «...михраб представляет собой почти точную аналогию михрабу мечети Шор-Джами и представляет из себя семигранную нишу, увенчанную полусводом из семи основных рядов разных рельефных арабесок, но только не сталактитов. По углам ниши две тонкие витые ¾ колонки с простыми коническими капителями. Гладь стены и тимпана ограничена прямоугольной рамой. В тимпане размещены пять плоских розеток, две из них рельефные. Весь михраб утерял архитектурное взаимоотношение своих частей, и его декоративность подчеркивается росписью и применением расписных плиток». 
С западной и восточной сторон молельного зала мечети находились боковые нефы, которые имели два этажа. В первом этаже находились худжры дервишей, по восемь с каждой стороны. Они соединялись с залом маленькими дверками и освещались небольшими окнами в виде бойниц, которые закрывались снаружи ставнями. На втором этаже находились галереи с обращенными к мечети окнами, закрытыми деревянными решетками (кафесами). К западной стене мечети был пристроен минарет стандартной формы. Отличительной особенностью его является наличие двух шерефе.